# Lepturgantes
Lepturgantes is een kevergeslacht uit de familie van de boktorren (Cerambycidae). De wetenschappelijke naam van het geslacht werd voor het eerst geldig gepubliceerd in 1957 door Gilmour.

## Soorten
Lepturgantes omvat de volgende soorten:
- Lepturgantes candicans (Bates, 1863)
- Lepturgantes dilectus (Bates, 1863)
- Lepturgantes flavovittatus (Gilmour, 1959)
- Lepturgantes pacificus Gilmour, 1960
- Lepturgantes prolatus Monné M. A. & Monné M. L., 2008
- Lepturgantes septemlineatus Gilmour, 1960
- Lepturgantes seriatus Monné, 1988
- Lepturgantes variegatus Gilmour, 1957